# Parque nacional Tresticklan
El parque nacional Tresticklan ( sueco Tresticklan nationalpark ) es un parque nacional ubicado en el municipio de Dals-Ed en el condado de Västra Götaland, a lo largo de la frontera con Noruega, en la histórica provincia de Dalsland en Suecia. Cubre 2897 ha de un vasto bosque de coníferas, que representa el tercer bosque casi virgen más grande del sur de Suecia. Por lo demás, la flora y la fauna del parque son relativamente pobres. El bosque está cortado por muchos valles y lagos, incluido en particular el lago Stora Tresticklan, que dio nombre al parque. El parque nacional fue establecido en 1996 y es parte de la red Natura 2000 .

## Geografía
El parque nacional de Tresticklan se encuentra en el municipio de Dals-Ed en el condado de Västra Götaland, a unos 15 km de Ed, en el oeste de Suecia. Cubre 2897 ha, a lo largo de la frontera con Noruega .

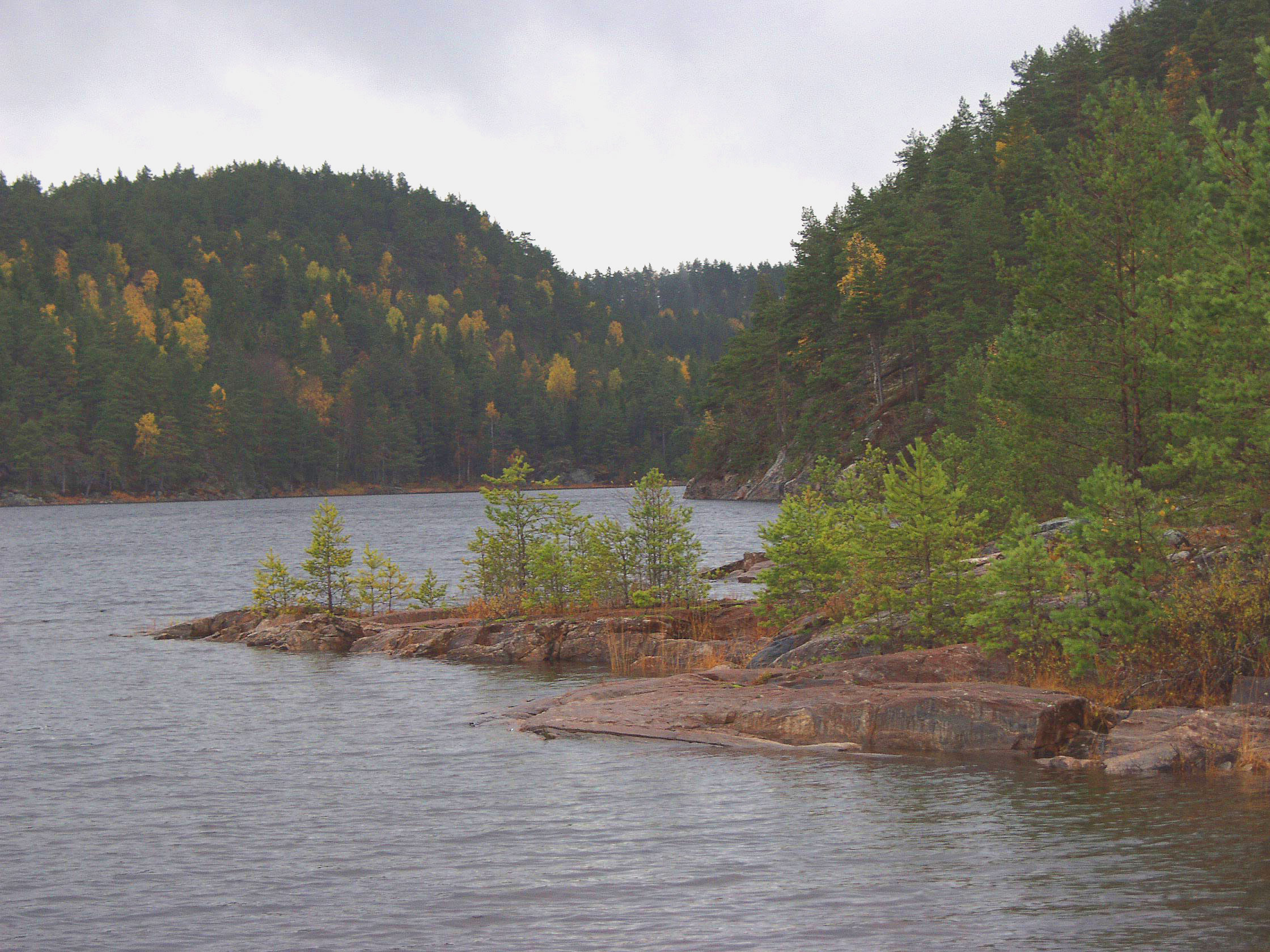
Budalsviken, una sección del lago Boksjön, que forma la frontera del parque con Suecia.

El paisaje del parque es un paisaje de valles fracturados, con valles muy regulares orientados en un eje norte-sur. Las diferencias de altitud son relativamente moderadas, desde 166 m  sobre el nivel del mar en las orillas del lago Boksjön hasta 275 m  en Orshöjden, el punto más alto del parque  . La roca es principalmente Grauvaca metamorfoseada en gneis con cierto grado de migmatita, característica de la formación Stora Le-Marstrand. Estas rocas datan de hace unos 1650 Ma  lo que las convierte en una de las rocas más antiguas del oeste de Suecia  . También cabe señalar algunas intrusiones de diabasas y pegmatitas  . La capa de suelo es a menudo muy fina, con roca a menudo aflorante, pero con un espesor importante de morrena al sur, formando parte de la gran serie de morrenas terminales del centro de Suecia.  .
En estos estrechos valles de fractura se forman numerosos lagos (unos 90), la mayoría de los cuales son muy pequeños, pero excluyendo el Boksjön, que forma el límite del parque, cuatro son mayores de 5 ha: Kleningen, Stora Aborrtjärnet, Östra Bråtvallstjärnet y Stora Tresticklan, que dio nombre al parque. Este último mide 84 ha y tiene una profundidad de 20 m  . Los cursos de agua pertenecen a las cuencas de diferentes ríos: Enningdalsälven en el oeste, Örekilsälven en el sur, Göta älv en el este y Haldenvassdraget en el norte.

## Ambientes naturales

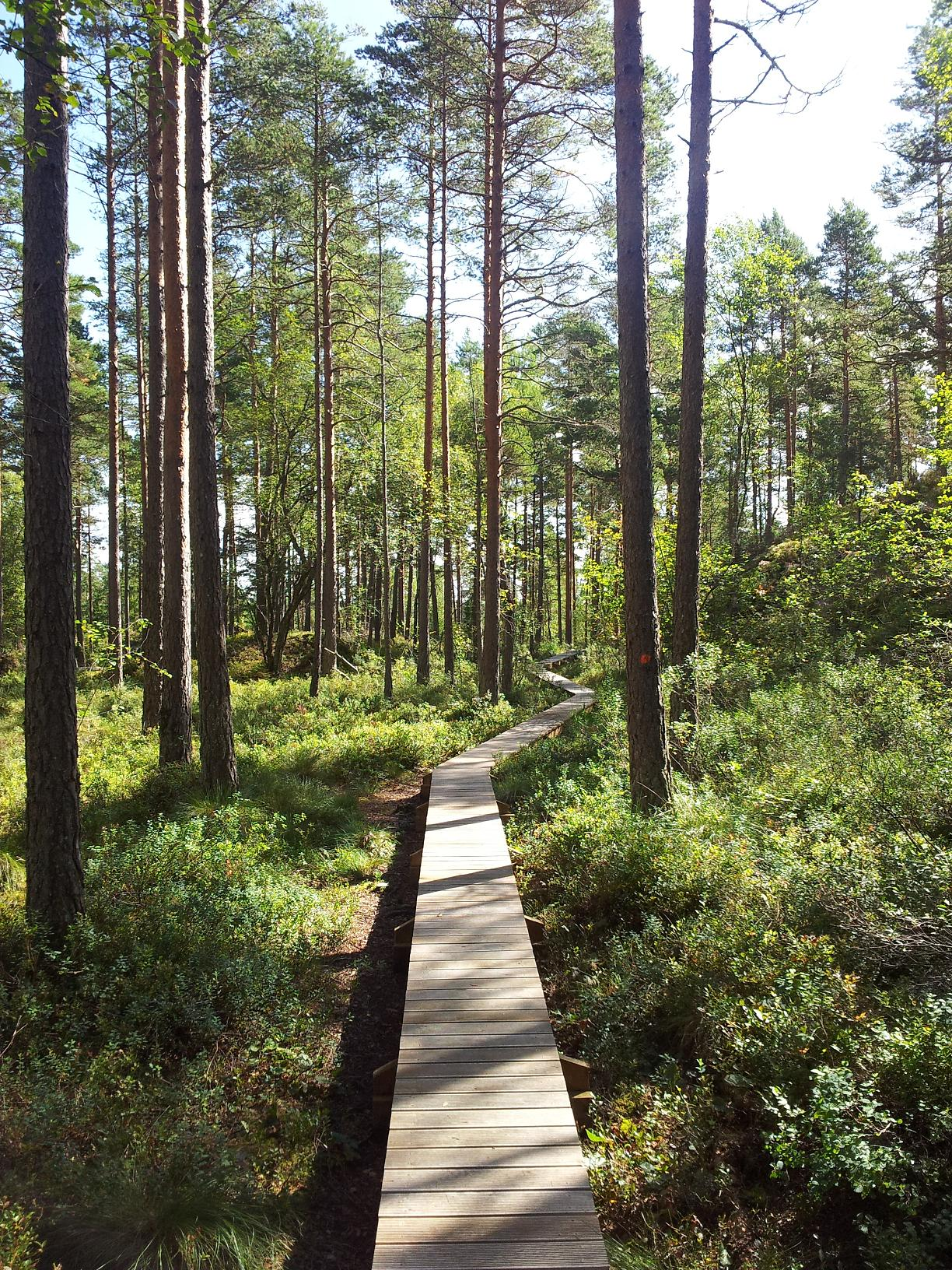
Bosque de pinos en el parque.

La región de Tresticklan es muy salvaje y, en particular, el bosque del parque se ha visto poco afectado por la silvicultura El bosque se quemó extensamente en la década de 1830, pero hoy tiene el carácter de un bosque antiguo que lo convierte en uno de los bosques primarios más grandes del sur de Suecia y justifica su protección . El parque está ubicado en la ecorregión de Bosques Mixtos Sarmáticos, pero el bosque es abrumadoramente bosque de coníferas, específicamente pino silvestre ( Pinus sylvestris ), aunque el abeto común ( Picea abies ) es bastante común, especialmente en suelos ligeramente más ricos o ambientes ligeramente más húmedos. Muchos de estos pinos son viejos, normalmente de entre 120 y 170 años, el más antiguo probablemente data de la década de 1720 . Cuando las condiciones son favorables, las piceas tienden a suplantar gradualmente al pino como especie dominante, pero los pinos son los primeros en desarrollarse después de un incendio . Por tanto, los incendios naturales son un elemento importante en el equilibrio del bosque . Algunos árboles caducifolios prosperan dentro de estos bosques de coníferas, en particular el abedul ( Betula pubescens ), álamo temblón ( Populus tremula ), sauce cabruno ( Salix caprea ), fresno de montaña ( Sorbus aucuparia ) y aliso común ( Alnus glutinosa )  . Debido a los suelos pobres, la vegetación del suelo es muy pobre, dominada por líquenes del género Cladonia y musgos Dicranum, Pleurozium schreberi y Polytrichum commune  . Entre las plantas vasculares, las especies características son las ericaceae como el arándano ( Vaccinium myrtillus ), el arándano rojo  ( Vaccinium vitis-idaea ) y el arándano de pantano ( Vaccinium uliginosum ), pero también la molinia azul ( Molinia caerulea ) en especialmente en las zonas más  húmedas.  
La fauna del parque es relativamente característica de la taiga escandinava. El corzo ( Capreolus capreolus ) y el alce ( Alces alces ) son comunes y entre los grandes carnívoros, el lince euroasiático ( Lynx lynx ) y el lobo gris común ( Canis lupus lupus ) frecuentan el parque. El parque también incluye una pequeña población de liebre de montaña ( Lepus timidus ), castor europeo ( Castor fiber ) y zorro rojo ( Vulpes vulpes )  . Muchas especies de aves disfrutan de los bosques antiguos, especialmente las que anidan en cavidades de árboles como el herrerillo ( Lophophanes cristatus ), el carbonero común ( Parus major ), el papamoscas negro ( Ficedula hypoleuca ), el colirrojo de frente blanca ( Phoenicurus phoenicurus ), gran pájaro carpintero manchado ( Dendrocopos major ), el pájaro carpintero negro ( Dryocopus martius ) o el porrón osculado ( Bucephala clangula )  . Aparte de estos, las especies más comunes en el parque son los paseriformes, más precisamente el petirrojo (Erithacus rubecula) el pinzón vulgar (Fringilla coelebs) el  mosquitero musical (Phylloscopus trochilus) el bisbita (Anthus trivialis) el carbonero montano ( Poecile montanus ), el reyezuelo ( Regulus regulus ) y el lúgano ( Spinus spinus ) . El galliforme emblemático de la taiga, el urogallo (Lyrurus tetrix),  también habita en el bosque de Tresticklan  . Muchas especies de insectos dependen de los bosques primarios para su supervivencia y se han vuelto raras debido a la explotación industrial de la mayoría de los bosques del país . Así, el inventario de insectos del parque realizado en 2008 reveló muchas especies de escarabajos considerados amenazados en Suecia . En cuanto a los peces, las aguas de la región se ven particularmente afectadas por la acidificación y tienen muy pocos individuos o ninguno . Una excepción es el lago Stora Tresticklan, que todavía incluye una población de perca común ( Perca fluviatilis )  .

## Historia
El parque no contiene casi ningún rastro de tiempos prehistóricos. La principal excepción es un objeto que data de la Edad de Piedra a orillas del lago Boksjön  .
A lo largo de la historia, la zona fue probablemente utilizada principalmente par la caza y como zona de pesca, especialmente en el lago Stora Tresticklan, que hasta la década de 1950 era muy rico en pescado, especialmente en  trucha y salvelino. Incluso una pequeña casa de campo fue construida en 1857 por una familia como refugio durante la temporada de pesca.  El bosque también se utilizó como pasto de verano para el ganado y los caballos de las granjas de Nössemark y Rävmarken.  Esta actividad alcanzó su punto máximo en la década de 1930 y continuó hasta 1974.  El parque también está atravesado por una antigua ruta comercial llamada Hallevägen que conecta los pueblos de la región con Halden en Noruega. Durante la Segunda Guerra Mundial, esta ruta fue muy utilizada por los guardias fronterizos pero también por los refugiados y se construyó un cuartel en la frontera.
Aunque el parque se ha visto poco afectado por los seres humanos en general, hay algunos rastros notables de actividades históricas. Tres restos de viviendas se encuentran dispersos por todo el parque  . Se trata de una construcción al este de Budalsviken que data de al menos 1704 y fue abandonada a finales del XIX, vestigios de una granja en Bråtarne, cerca de Orshöjden, que también tenía un molino de agua, y finalmente los restos de un refugio en Lövskogen. Muy localmente, las rocas del parque también fueron explotadas en el XVIII principalmente debido a su alto contenido en hierro. La mina más grande está al noroeste de Orshöjden, fue explotada a finales de la década de 1740 e incluso había una pequeña fragua en la orilla este de Tresticklan. La mayoría de estos pozos ahora están llenos de agua  .
El área fue identificada durante el inventario nacional de bosques primarios en la década de 1980. lo que llevó a la creación del parque nacional en 1996.

## Gestión y protección
Como la mayoría de los parques nacionales de Suecia, la gestión y la administración se dividen entre la Agencia Sueca de Protección del Medio Ambiente ( Naturvårdsverket ) y la Junta de condados Länsstyrelse. Naturvårdsverket está a cargo de la propuesta de nuevos parques nacionales, después de consultar con los consejos de administración de los condados y municipios, y la creación es aprobada por votación del Parlamento. Seguidamente, el estado compra la tierra a través de Naturvårdsverket  . El parque es gestionado principalmente por el condado, es decir, la Junta Administrativa del Condado de Västra Götaland para Tresticklan. Si el objetivo del parque es preservar el entorno natural en su estado original, se pueden hacer incendios controlados, al ser un componente del equilibrio natural de los bosques.  . Por otro lado, a pesar de la alta acidez de los lagos y ríos, el uso de cal para contrarrestar este efecto ha sido prohibido en el parque, en parte porque el lago Stora Tresticklan se utiliza como referencia en el programa de restauración del pH de los lagos del condado.

## Turismo

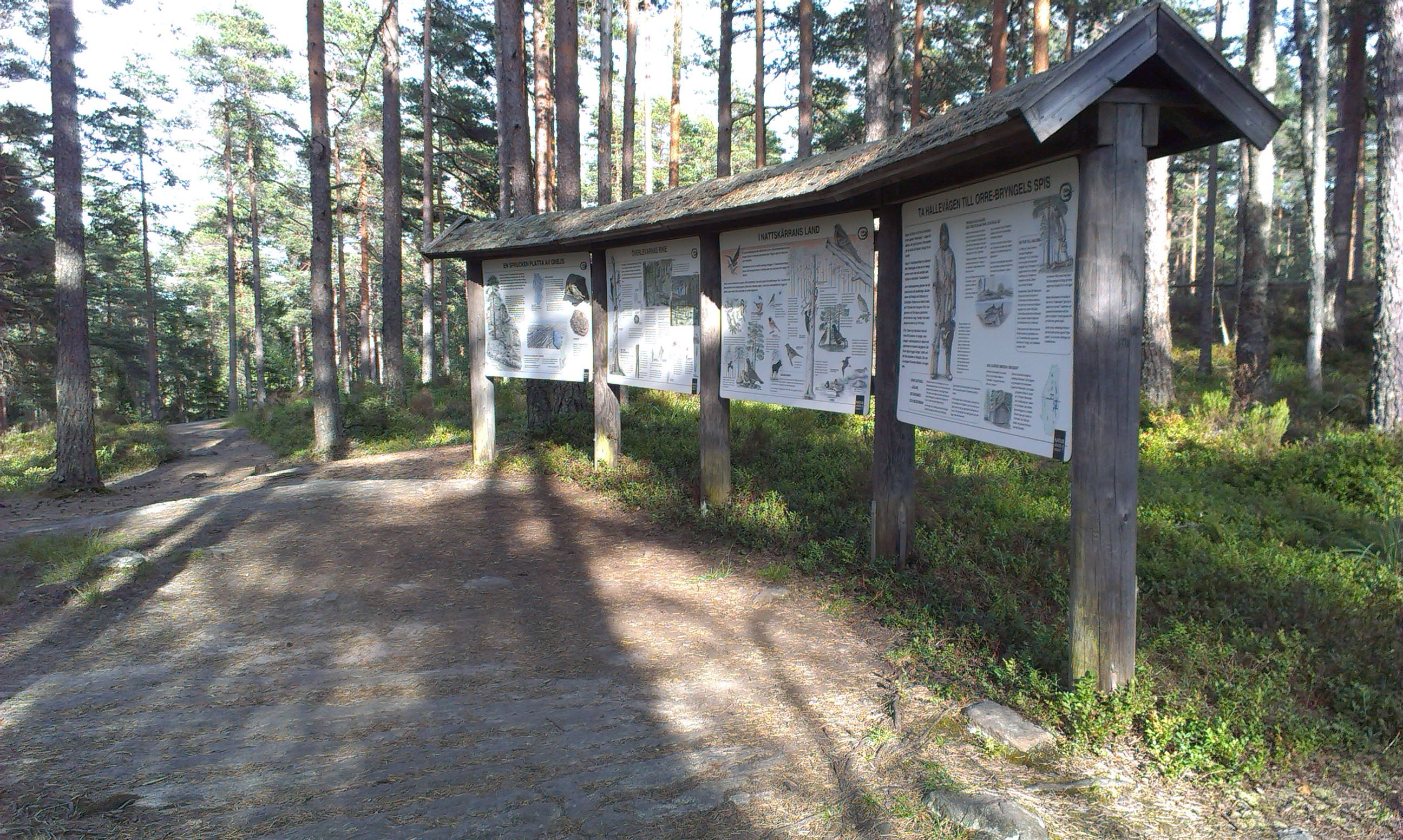
Paneles informativos en la entrada del parque.

El parque nacional se encuentra algo alejado de los principales núcleos de población del país, por lo que recibe solo un número moderado de turistas, estimado en alrededor de 5 000 visitantes al año. Se puede llegar a través de tres puntos de entrada, el principal es Råbocken, al este, y requiere 600 m de travesía a pie desde el aparcamiento para llegar al límite del parque. También es posible entrar en el parque desde el sur en Klevmarken o desde Noruega en el oeste en Budalsvika. Estas tres entradas dan acceso a la red de senderos del parque. Cerca de la entrada occidental, en Noruega, hay un refugio turístico para pernoctar, ya que por lo demás está permitido acampar en el parque.

## Apéndices

### Artículo relacionado
- Parques nacionales suecos

- Datos: Q1270469
- Multimedia: Tresticklan National Park / Q1270469